# Chamaechorie

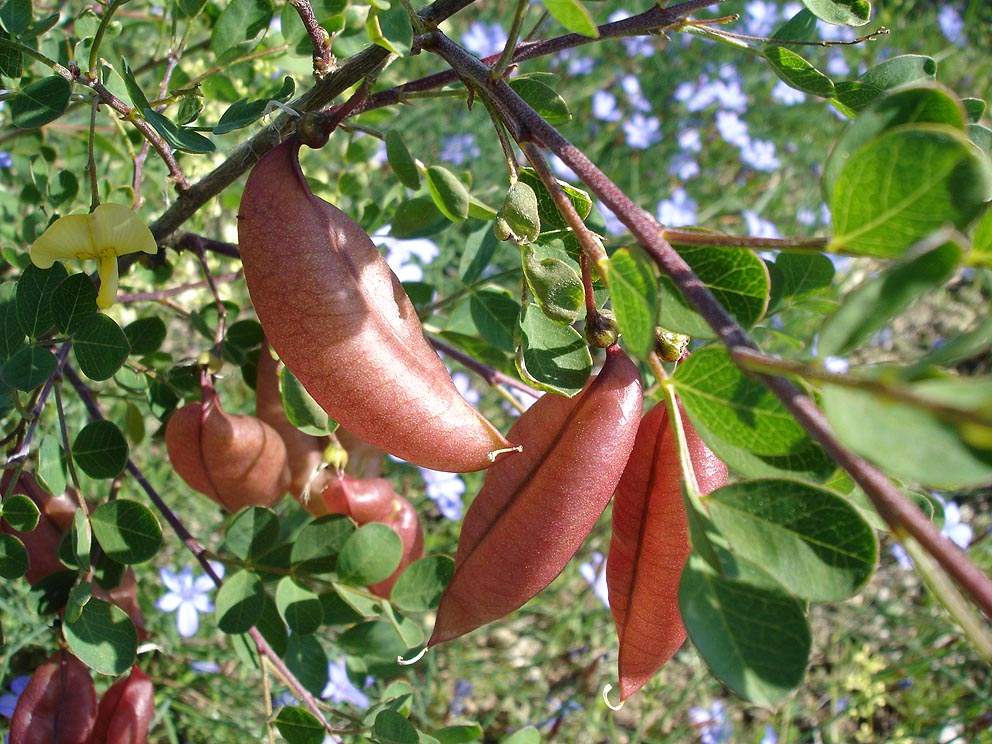
Die von Kohlendioxid aufgetriebenen Hülsenfrüchte des Blasenstrauchs werden vom Wind auch chamaechor ausgebreitet

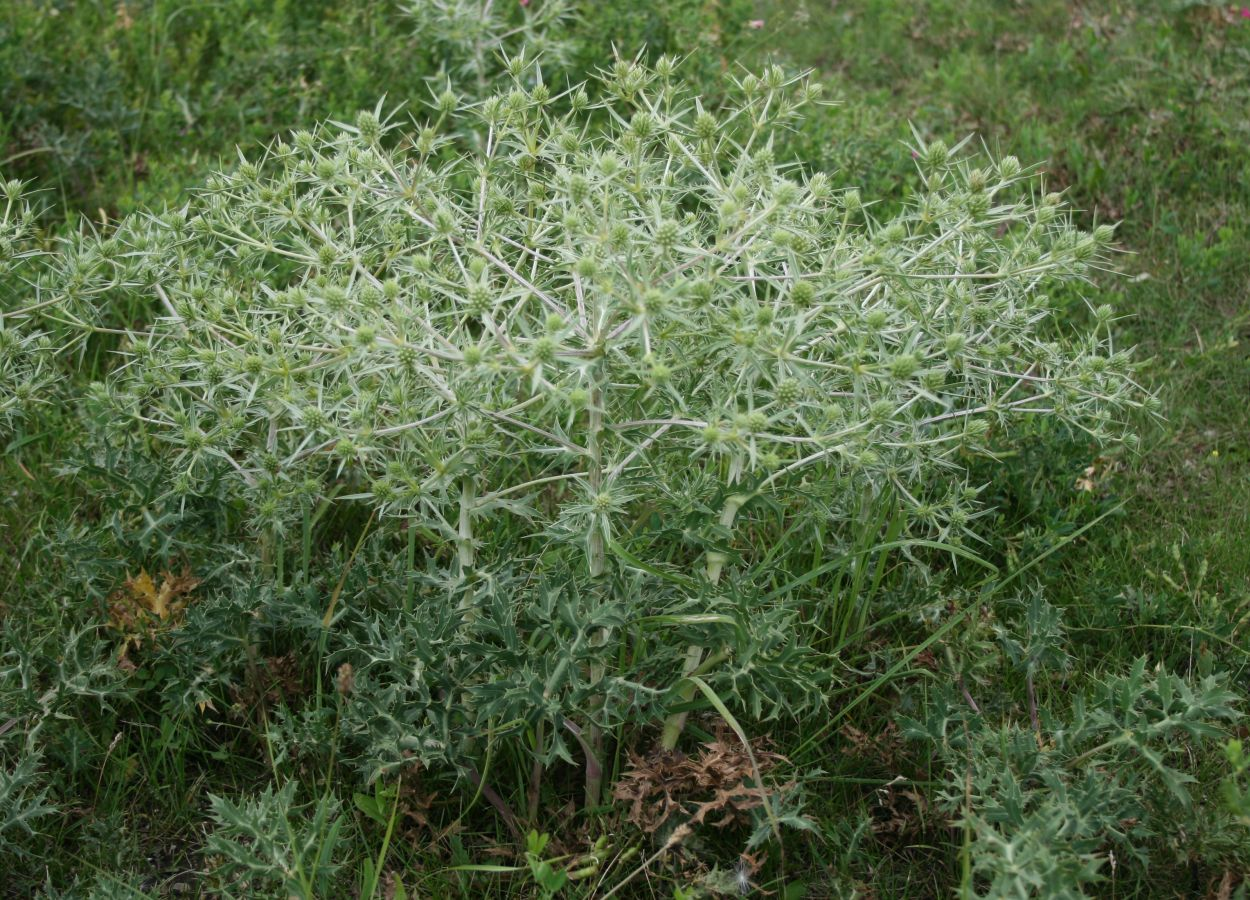
Feld-Mannstreu, ein typischer „Steppenroller“, bei dem der oberirdische Anteil der Pflanze in seiner Gesamtheit rollend vom Wind vertrieben wird.

Die Chamaechorie (von altgriechisch χαμαί chamai „auf der Erde, am Boden“ und χωρεῖν chōrein „sich fortbewegen, wandern“), auch Anemogeochorie (von griechisch ἄνεμος anemos „Wehen, Lufthauch, Wind“, γῆ gē „Erde“ und -chōrie) genannt, ist eine Ausbreitungsstrategie, die von Pflanzen genutzt wird. Sie stellt eine Unterform der Anemochorie dar, der Ausbreitung durch den Wind. Die Pflanzen nennt man Bodenläufer, Bodenroller, Steppenläufer, Steppenroller oder Steppenhexe, in Nordamerika und Australien auch Tumbleweed (wörtlich „Taumelkraut“).

## Chamaechore Ausbreitung
Chamaechore Ausbreitung liegt immer dann vor, wenn Früchte, ganze Pflanzen oder Teile von ihnen losgelöst und rollend oder rutschend vom Wind auf der Bodenoberfläche entlang getrieben werden. Typisch ist diese Ausbreitungsform für Steppenpflanzen und besonders häufig bei Schmetterlingsblütengewächsen zu finden. Typische Bodenroller auch in Mitteleuropa vorkommender Pflanzen sind die Früchte des Kicher-Tragants und die blasig aufgetriebenen Früchte des Blasenstrauchs. Zu den bekanntesten chamaechor ausgebreiteten Pflanzen zählen das Ruthenische Salzkraut (Kali tragus) sowie in der mitteleuropäischen und pannonischen Flora der Feld-Mannstreu (Eryngium campestre), die Sicheldolde (Falcaria vulgaris), die Besen-Radmelde (Bassia scoparia), der Stauden-Rapsdotter (Rapistrum perenne), der Weiß-Amarant (Amaranthus albus) sowie – sehr selten – der Tátorján-Meerkohl (Crambe tataria).

## Als Klischee in Filmen und Fernsehserien
Ausgehend vom Western-Genre hat sich die chamaechore Ausbreitung zu einem stereotypen Topos in Filmen und Fernsehserien entwickelt. Wenn eine verlassene Ortschaft oder ein Ort, an dem besonders große Langeweile herrscht, gezeigt werden soll, so rollt bisweilen ein Bodenläufer durch das Bild. Dieses Klischee wird mittlerweile auch humoristisch eingesetzt, etwa wenn in einer Szene eine als peinlich empfundene Stille eintritt. Einer der bekanntesten Einsätze von Tumbleweeds im Kino ist in der Eröffnungssequenz von The Big Lebowski (1998), wo es das „dahintreibende“ Wesen der Hauptfigur symbolisiert.
Im Film SpongeBob Schwammkopf: Eine schwammtastische Rettung fungiert ein Steppenläufer als spiritueller Ratgeber für die beiden Protagonisten SpongeBob und Patrick.